# Dème de Kamvoúnia
Le dème de Kamvoúnia, en grec moderne : Δήμος Καμβουνίων / Dímos Kamvouníon,  est un ancien dème du district régional de Kozáni, en Macédoine-Occidentale, Grèce. Depuis 2010, il est intégré au sein du dème de Sérvia-Velvendós puis, en 2019, dans le dème de Sérvia.
Selon le recensement de 2011, la population du dème s'élève à 1 539 habitants.